# Präsidentschaftswahl in der Republik Zypern 1959
Die Präsidentschaftswahl in der Republik Zypern 1959 fand am 13. Dezember statt. Es war die erste Präsidentschaftswahl in Zypern nach der Unabhängigkeit des Landes.
Für den Posten des Vizepräsidenten der Republik fanden gesonderte Wahlen statt, die Fazıl Küçük gewann.

## Wahlsystem
Die Wahlen wurden nach dem Zwei-Runden-System abgehalten: Erhielt kein Kandidat im ersten Wahlgang mehr als 50 % der Stimmen, sollte eine zweite Runde zwischen den beiden bestplatzierten Kandidaten stattfinden. Laut Verfassung musste der Präsident Zyperns ein Zyperngrieche sein und der Vizepräsident ein Zyperntürke. Die Zyperngriechen wählten den Präsidenten, während die Zyperntürken den Vizepräsidenten wählten.

## Ergebnis
| Kandidaten              | Parteien                                    | Stimmen | %    |
| ----------------------- | ------------------------------------------- | ------- | ---- |
| Makarios III.           | Parteilos (EDMA)                            | 144.501 | 66,8 |
| Ioannis Kliridis        | Parteilos (AKEL – Dimokratiki Enosi Kyprou) | 71.753  | 33,2 |
| Gesamt                  | Gesamt                                      | 216.254 | 100  |
|                         |                                             |         |      |
| Ungültige Stimmen       | Ungültige Stimmen                           | 1.702   | 0,8  |
| Wähler                  | Wähler                                      | 217.956 | 91,2 |
| Wahlberechtigte         | Wahlberechtigte                             | 238.879 |      |
|                         |                                             |         |      |
| Quelle: Nohlen & Stöver |                                             |         |      |